# ویژگی عمومی
در ریاضیات برای یک ساختار یک ویژگی را گویند عمومی است یا گزاره‌ای برای این ساختار به طور عمومی برقرار است هر گاه برای
تقریباً همهٔ این ساختارها برقرار باشد. البته باید اصطلاح تقریباً همه‌جا به طور دقیق در محیط ریاضیِ مورد بحث، تعریف شده باشد.
برای نمونه می‌گوییم ویژگی الف به طور عمومی برای ماتریس‌های دو در دوی حقیقی برقرار است اگر این ویژگی برای تقریباً همهٔ ماتریس‌های دو در دوی حقیقی برقرار باشد.
اما تقریباً همه‌جا به چه معنا است؟ در زیر تقریباً همه را در چند محیط ریاضی معرفی می‌کنیم.

## در آنالیز
در آنالیز یکی از روش‌های مقایسهٔ دو مجموعه، استفاده از نظریهٔ اندازه است. برای نمونه اندازهٔ لبگ یک پاره خط با طول معمولی آن، اندازهٔ لبگ یک شکل دوبعدی با مساحت آن و اندازهٔ لبگ یک جسم سه بعدی با حجم آن هم‌ارز است. یک ویژگی در آنالیز تقریباً همه‌جا برقرار است اگر اندازهٔ مجموعه‌ای که این ویژگی برای آن برقرار است برابر با اندازهٔ کل دامنه باشد.
برای نمونه می‌توان گفت ویژگی ناصفر بودن برای اعداد حقیقی (با در نظر گرفتن اندازهٔ لبگ) تقریباً همه‌جا برقرار است.

## در احتمال
در احتمال از اندازه‌هایی استفاده می‌کنیم که کل فضا را به مقدار یک ببرند. در اینجا مفهوم تقریباً همه‌جا همان مفهوم احتمال است. برای نمونه «احتمال دیدن هم شیر و هم خط در آزمایش پرتاب بی‌نهایت بار یک سکه یک از یک است»، اما این به معنای عدم وجود حالتی که همهٔ پرتاب‌ها شیر یا همهٔ پرتاب‌ها خط شوند نیست بلکه به این معناست که در مقایسه با کل حالت‌ها این دو حالت به چشم نخواهند آمد.

## در جبر
یک میدان یا حلقه به عنوان میدان یا حلقهٔ پس‌زمینه بردارید. وابسته به اینکه در چه محیطی هستیم برای یک عنصر دلخواه یک نمایش در نظر بگیرید. برای نمونه در یک فضای برداری می‌توانید نمایش برداری یک عنصر را در نظر بگیرید یا اگر در حلقهٔ چندجمله‌ای‌ها هستید نمایش چندجمله‌ای و در نتیجه ضرایب جملات را در نظر بگیرید همین‌گونه برای مدول‌ها و غیره. فرض کنید ویژگی الف برای یک عنصر به شرط اینکه ضرایب نمایشش ریشه‌های یک یا چند چندجمله‌ای نباشد، برقرار باشد آنگاه می‌گوییم این ویژگی به طور عمومی برای این فضا برقرار است. به گونهٔ خاص برای حلقهٔ چندجمله‌ای‌ها تعریف ویژهٔ زیر که حالت خاصی از تعریف کلی پیشین است را داریم:
می‌گوییم یک ویژگی برای چندجمله‌ای‌های
{\displaystyle f_{1},\cdots ,f_{n}}
از درجه‌های حداکثر
{\displaystyle d_{1},\cdots ,d_{n}}
برقرار است اگر چندجمله‌ای ناصفری بر حسب ضرایب
{\displaystyle f_{i}}ها باشد که این ویژگی برای تمامی چندجمله‌ای‌های 
{\displaystyle f_{1},\cdots ,f_{n}}
که به ازای آنها این چندجمله‌ای صفر نمی‌شود برقرار باشد.
نمونه:
این ویژگی که «چندجمله‌ای‌های درجهٔ دو دارای دو ریشهٔ مختلط متفاوت هستند(اعداد حقیقی زیرمجموعهٔ اعداد مختلط نیز هستند)» به طور عمومی برقرار است. یک چندجمله‌ای درجهٔ دوی دلخواه را به شکل
{\displaystyle ax^{2}+bx+c}
می‌توان نمایش داد. می‌دانیم که این چندجمله‌ای دو ریشهٔ تکراری دارد اگر و تنها اگر
{\displaystyle b^{2}-4ac=0}
پس یک چندجمله‌ای بر حسب ضرایب یعنی 
{\displaystyle a,b,c}
داریم که اگر ضرایب چندجمله‌ای درجهٔ دویمان در آن صدق نکند آنگاه ویژگی‌مان برقرار است.
این تعریف و نامگذاری از دید شهودی نیز قابل توجیه و مقبول است زیرا که چنین چندجمله‌ای را می‌توان در یک فضای سه بعدی در نظر گرفت که هر نقطه از این فضا معادل یا یک چندجمله‌ای درجه دو است که ضرایبش از مختصات این نقطه می‌آید. اگر یک نقطه از فضای سه بعدی به گونهٔ تصادفی انتخاب کنید مانند
{\displaystyle (a,b,c)}
احتمال اینکه در
{\displaystyle b^{2}-4ac=0}
صدق نکند برابر است با حجم ناحیهٔ نقاطی که در این رابطه صدق نمی‌کنند تقسیم بر حجم کل فضا. اما مجموعهٔ نقاطی که مختصاتشان در این رابطه صدق می‌کند یک رویهٔ دوبعدی است و در نتیجه حجمش صفر است! بنابراین احتمال برقراری رابطه‌مان ۱۰۰٪ است. البته در صورت تمایل محاسبهٔ کسر بالا باید از مفهوم حد استفاده کرد، یک روش این است که خود را به مکعب با ضلع‌های
{\displaystyle [-n,n]}
محدود کرد و تقسیم بالا را نوشت و سپس
{\displaystyle n}
را به بینهایت میل داد. در هر صورت به دلیل صفر بودن حجم رویهٔ یادشده حاصل این تقسیم‌ها یک است و حد عدد ثابت برابر با خودش می‌شود.
به یک عنصر از فضای‌مان که عضو یک مجموعهٔ تقریباً همه‌جا است در صورت مشخص بودن منظور از این مجموعهٔ تقریباً همه‌جا، یک عضو عمومی فضا می‌گوئیم. برای نمونه یک چندجمله‌ای درجهٔ دو که ضرایبش در
{\displaystyle b^{2}-4ac}
صدق نکند یک چندجمله‌ای درجهٔ دوی عمومی است.